# Яворский, Мечислав
Мечи́слав Яво́рский (пол. Mieczysław Jaworski, 29 июля 1930 года, Моравица, Светокшиское воеводство, Польша — 19 августа 2001 года, Кельце, Польша) — католический прелат, вспомогательный епископ епархии Кельце с 7 мая 1982 года по 19 августа 2001 год.

## Биография
В 1950 году вступил в Высшую духовную семинарию в городе Кельце, по окончании которой был рукоположён 17 июня 1956 года в священника. C 1958 года был префектом Высшей духовной семинарии в Кельце и с 1968 года был вице-ректором этой семинарии. В 1978 года стал настоятелем кафедрального собора Успения Пресвятой Девы Марии в городе Кельце. .
7 мая 1982 года Римский папа Иоанн Павел II назначил Мечислава Яворского вспомогательным епископом епархии Кельце и титулярным епископом Рапидума. 6 июня 1982 года состоялось рукоположение Мечислава Яворского в епископа, которое совершил епископ Кельце Станислав Шимецкий в сослужении с епископом Сандомира-Радома Эдвардом Генриком Матерским и вспомогательным епископом епархии Кельце и титулярным епископом Тасбалды Яном Гурдой.
Скончался 19 августа 2001 года в городе Кельце.

## Награды
- Кавалерский крест Ордена Возрождения Польши (2008 г., посмертно)[1].